# Trachyopella apotarsata
Trachyopella apotarsata är en tvåvingeart som beskrevs av Marshall 1990. Trachyopella apotarsata ingår i släktet Trachyopella och familjen hoppflugor. Inga underarter finns listade i Catalogue of Life.